# Joaquim Rial
Joaquim Rial fou un sacerdot i compositor de música religiosa. Formador de grans compositors i músics com Antoni Estruch de Simó. Rial tingué un paper important com a pastor de la comunitat de Monistrol. Dues de les seves obres més famoses es troben “Rosa d'Abril” -un virolai de temàtica mariana- i un villancico anomenat “Canción de los pastores”.

## L'Església de Monistrol
Monistrol de Montserrat és un poble, que a finals del segle xix era molt liberal. Està situat a la falda de la muntanya on hi ha el Monestir de Montserrat, a la riba del riu Llobregat. La seva comunitat evangèlica fou una de les més antigues de Catalunya i Espanya. Els seus orígens cal buscar-los al maig de l'any 1870, quan el portador de Bíblies de la Societat Bíblica Britànica i Estrangera, Manel Jiménez Calvo, que havia anat a Manresa per instal·lar un lloc de venda al carrer, va patir greus problemes, ja que li van destruir la caseta i ell personalment va patir una agressió, que no arribà a més gràcies a la intervenció d'un grup lliberal. De tornada a Barcelona, va parar a Monistrol. Allà, amb en Manel González, va demanar a l'alcalde lliberal fer una conferència religiosa i, donat que l'Ajuntament era anticlerical i republicà, els varen deixar la sala més gran del poble. Entre els presents hi havia en Joaquim Estruch Biosca, que va quedar entusiasmat amb les prediques i els va demanar que hi tornessin la setmana següent, encara que ell mateix hagués que pagar el desplaçament i, tot i no saber llegir, els va comprar una bíblia per als seus fills, un dels quals va ser més tard pastor de les esglésies de Monistrol i Sabadell, n'Antonio Estruch Simó.
Més endavant, l'any 1889, es va fer càrrec d'aquesta comunitat en Josep Joaquim Rial, que havia sigut sacerdot catòlic romà, i que va estar a Monistrol fins a l'any 1898, en que fou nomenat prevere d'aquesta església el Rvd. Antonio Estruch Simó. Aquest, com havien comentat abans, fou el primer batejat a Monistrol i un del tres primers confirmats, i va ser preparat pel ministeri primer pel Rvd. Rial i més endavant pel Bisbe Cabrera, que el va nomenar diaca el 1895 i prebere el 19 de desembre de 1897.
L'obra evangèlica a Monistrol de Montserrat fou una de les més importants de la seva època. L'església ocupava una casa llogada al carrer de Manresa i disposava de capella, dues sales per fer escola a nens i nenes i habitacions pel pastor. En aquells anys els pastors generalment vivien de l'ensenyament. L'any 1903 el Rvd. Estruch va ser traslladat oficialment a l'església de Sabadell. L'any següent el Rvd. Nicolás Busquets fou ordenat i nomenat nou pastor a Monistrol.

## Obres
- Autor del text: Jacint Verdaguer
- Font del text: Cançons de Montserrat (1880)
- Disposició de la partitura: 1 V, cor uníson, orgue o harmònium Edició: Barcelona, Iberia Musical, 382 M

- Autor del text: Jacint Verdaguer
- Font del text: Càntics (1882)
- Gènere: Càntic religiós
- Disposició de la partitura: 1 V, acompanyament d'orgue
- Edició: Barcelona, Casa Dotesio, r. 20.118; Madrid, Unión Musical Española, R. 20.118

- Autor: Rial, Joaquim
- Autor del text: Jacint Verdaguer
- Font del text: Jesús Infant - Betlem (1891)
- Gènere: Nadala
- Disposició de la partitura: 1 V, cor uníson, 2V ad libitum, orgue o harmònium
- Edició: Barcelona, editorial Boileau, r. 388 M.; Barcelona, Iberia Musical
- Observacions: Traducció al castellà de P. Hidalgo, i a l'euskera de Manuel de Ariandiaga

- Autor del text: Jacint Verdaguer
- Font del text: Càntics (1882)
- Gènere: Càntic religiós
- Edició: Barcelona, Vidal Llimona i Boceta, V.Ll.B. 790 Observacions: Traducció al castellà

- Autor del text: Jacint Verdaguer
- Font del text: Jesús Infant - Nazareth (1890)
- Any de composició: 1905
- Gènere: Càntic religiós
- Disposició de la partitura: 1 V, cor uníson
- Edició: Barcelona, Vidal Llimona i Boceta, V.Ll.B. 791.; Madrid, Obras Religiosas Españolas. Observacions: Traducció al castellà de J. Z.

- Autor del text: Jacint Verdaguer
- Font del text: Idil·lis i Cants Místics (1879)
- Gènere: Càntic religiós
- Disposició de la partitura: 1 V, cor, harmònium o orgue Edició: Barcelona, Musical Emporium, reg. 541. Observacions: Traduïda al castellà per J. Soler i Biel

- Autor del text: Jacint Verdaguer
- Font del text: Veus del Bon Pastor (1894) Gènere: Càntic religiós
- Disposició de la partitura: 1 V o cor uníson Edició: Barcelona, ed. La Catalana
- Autor: Rial, Joaquim
- Autor del text: Jacint Verdaguer
- Font del text: Cançons de Montserrat (1880)
- Disposició de la partitura: 1 V, cor uníson, orgue o harmònium Edició: Barcelona, Iberia Musical, 382 M.